# Basara (Pirot)
Basara (cirill betűkkel Басара) egy falu Szerbiában, a Piroti körzetben, a Piroti községben.

## Népesség
- 1948-ban 204 lakosa volt.
- 1953-ban 175 lakosa volt.
- 1961-ben 127 lakosa volt.
- 1971-ben 94 lakosa volt.
- 1981-ben 37 lakosa volt.
- 1991-ben 19 lakosa volt
- 2002-ben 8 lakosa volt,[1] akik mindannyian szerbek.[2]